# Grans Bryggeri
Grans Bryggeri AS blev etableret i 1899 og har produktion og lager i Sandefjord.
I oktober 2005 købte Reitangruppen sig ind og ejer dermed 50 procent af bryggeriet. Familien Gran ejer de resterende 50 procent.
Den daglig leder er Morten Gran, og bryggeriet har 57 ansatte. I 2009 solgte Grans ca. 13.5 millioner liter øl og ca. 30 millioner liter sodavand.
Bryggeriet blev kåret til Årets Vestfoldbedrift 2004. 